# Slatina (gmina Teslić)
Slatina (cyr. Слатина) – wieś w Bośni i Hercegowinie, w Republice Serbskiej, w gminie Teslić. W 2013 roku liczyła 132 mieszkańców.